# L'Impartial de la Drôme
L’Impartial de la Drôme est un hebdomadaire régional fondé en 1883. Le journal retrace chaque semaine les événements économiques, politiques, associatifs, culturels et sportifs de la vie locale et régionale. Son siège social est au 45, place Jean-Jaurès à Romans-sur-Isère.

## Historique
L’Impartial a été fondé en 1883 par un groupe de notables romanais, parmi lesquels un imprimeur éditeur. Le titre et l'imprimerie sont ensuite repris en 1908 par Henri Deval pour devenir une affaire de famille qui se transmet de génération en génération. Simon Rouxel (5e génération), est l'actuel directeur de publication.
C'est en 1972 que le P.A., journal gratuit de petites annonces et publicités, est lancé. Il cesse de paraître en 2018 au profit du Petit Agenda, brochure loisirs gratuite bimestrielle, 
En 1992, cette même affaire de famille acquiert et devient éditrice du journal d'information économique L’Écho Drôme Ardèche.
Enfin en avril 2008, le site internet www.limpartial.fr est ouvert. Il sera remanié en 2015 puis en 2019.
Anciens rédacteurs en chef : Jean-Luc Blanc et Jean-Marc Collavet.

## L'équipe
La rédaction est composée de deux journalistes, Laurent Thiot et Maxime Reymond,  et d'une dizaine de correspondants locaux.
Le journal dispose de services : commercial pour la publicité, et d'annonces légales (habilitation pour la Drôme